# 克里斯蒂娜·王
克里斯蒂娜·王（英語：Christina Ong，1947年10月—），新加坡女富豪，人称“邦德街女王”。她是华裔富商符运锡之女，丈夫为新加坡酒店与地产大亨王明星。
克里斯蒂娜·王是新加坡时尚界名人。她于1972年创立了时尚零售公司Club 21，代理阿玛尼、DKNY等品牌，还是著名时尚设计师唐纳·卡兰的多年密友。2003年，她成为了英国奢侈皮具品牌Mulberry的主要股東，持有56%的股權。由于在伦敦著名时尚购物街邦德街拥有多家房产，她被称为“邦德街女王”。
除了活跃于时尚圈之外，克里斯蒂娜·王是与丈夫王明星还拥有新加坡旅店置业公司（Hotel Properties）、连锁精品酒店COMO集团、F1新加坡大奖赛等，并且她还是新加坡航空董事长。2007年，她出任新加坡国家公园局主席。
克里斯蒂娜·王于1995年被授予意大利时尚名人堂大奖（The Italian Fashion Hall of Fame Award）与劳动骑士勋章（Cavaliere del lavoro）。2013年获颁新加坡功绩勋章。2014年入选新加坡女性名人堂。